# Matěj Vydra
Matěj Vydra (Chotěboř, 1 de maio de 1992) é um futebolista tcheco que atua como meia ou atacante. Atualmente defende o Burnley.

## Carreira
Com uma passagem pelas categorias de base do Chotěboř, inexpressivo clube de sua cidade natal, e outra pelo Vysočina Jihlava, seria revelado profissionalmente pelo último, onde atuou primeiramente cinco anos nas categorias de base.[carece de fontes?]
Atuou no clube durante duas temporadas, sendo ambas da segunda divisão do futebol local, obtendo números apenas razoáveis: cinco gols em 27 jogos. Em seu segundo clube profissional, o Baník Ostrava, onde chegou por 20 milhões de coroas, teve números melhores, apesar da curta passagem: quatro gols em 14 partidas.[carece de fontes?] Esse desempenho, além de garantir o prêmio de revelação tcheca no ano, se mostrou o suficiente para uma transferência para a Udinese, que pagou ao Baník oitenta milhões de coroas a mais que o mesmo pagou ao Jihlava por um contrato de cinco temporadas.
O prêmio e o desempenho, no entanto, não foram o suficiente no clube italiano para Vydra conseguir um lugar na equipe principal, tendo participado de apenas três partidas ao longo da sua primeira temporada.[carece de fontes?] Para a seguinte, foi emprestado ao Club Brugge, onde atuou apenas duas vezes, sendo que na segunda sofreu uma grave lesão, tendo seu contrato de empréstimo encerrado no início do ano seguinte. Passou o restante da temporada no clube italaino, sem atuar. Para a temporada 2012/13, foi emprestado ao Watford.
Com seu bom desempenho durante sua passagem pelo Watford, retornou a Udinese. Apesar de ter iniciado a temporada 2013-14 no clube, inclusive participando da primeira partida do time na temporada (4 x 0 sobre o Široki Brijeg),[carece de fontes?] foi emprestado novamente, desta vez ao West Bromwich Albion.